# Lietuvos ryto arena
Lietuvos ryto arena – arena koszykówki w Wilnie, na Litwie, wybudowana w pobliżu Siemens Arena. Lietuvos Rytas i Perlas grają w tej arenie w litewskiej lidze koszykówki mężczyzn i Baltic Basketball League.
Ważniejsze mecze w LKL i BBL, jak również wszystkie mecze europejskich rozgrywkach (np. Euroligi lub Eurocup), są rozgrywane w Siemens Arena.